# اسکار مارسلینو الوارز
اسکار مارسلینو الوارز (انگلیسی: Óscar Marcelino Álvarez; ۲۵ مهٔ ۱۹۴۸ – ۲۸ آوریل ۲۰۱۶) بازیکن فوتبال اهل آرژانتین بود.
از باشگاه‌هایی که در آن بازی کرده‌است می‌توان به باشگاه فوتبال گیانینا، باشگاه فوتبال بانفیلد، باشگاه فوتبال آترومیتوس، باشگاه فوتبال پاناتینایکوس، و باشگاه فوتبال نیولز اولد بویز اشاره کرد.